# The London Encyclopaedia
The London Encyclopaedia är ett brittiskt uppslagsverk som utgavs 1983, och senare i reviderade upplagor 1993 och 2008. Verket behandlar London och dess historia, och innehåller uppemot 6 000 uppslagsord. Informationen sammanställdes av bokhandlaren Ben Weinreb och historikern Christopher Hibbert och bygger bland annat på John Stows Survey of London från 1598, Henry B. Wheatley och Peter Cunninghams London Past and Present från 1891, och The Survey of London-projektet som påbörjades av Charles Robert Ashbee 1894 och sedan 2013 utförs av Bartlett School of Architecture vid University College London.